# Cerecloth
Cerecloth är det svenska melodisk black metal-bandet Naglfars sjunde studioalbum, utgivet i maj 2020 på Century Media Records och i Japan på Trooper Entertainment.
Albumet var Naglfars första att ta sig in på de internationella topplistorna; som bäst på den tyska listan på plats 34.
En musikvideo spelades in till titelspåret.

## Låtlista
1. "Cerecloth" – 4:05
2. "Horns" – 4:38
3. "Like Poison for the Soul" – 6:31
4. "Vortex of Negativity" – 5:02
5. "Cry of the Serafim" – 4:25
6. "The Dagger in Creation" – 5:07
7. "A Sanguine Tide Unleashed" – 3:54
8. "Necronaut" – 3:29
9. "Last Breath of Yggdrasil" – 6:30

Bonusspår på den japanska utgåvan
1. "The Sign of Evil Existence" (Rotting Christ-cover) – 1:52

## Medverkande
Musiker
- Kristoffer "Wrath" Olivius – sång
- Marcus E. Norman – gitarr
- Andreas Nilsson – gitarr

Bidragande musiker
- Efraim Juntunen – trummor
- Alexander "Impaler" Friberg – basgitarr

Produktion
- Marcus E. Norman – inspelningstekniker, mixning, foto
- Efraim Juntunen – inspelninstekniker
- Dan Swanö – mastering
- Kristian Wåhlin – omslagskonst
- Seiya Ogino – design, layout
- Tommi Konu – fotoassistent